# アンナー・ビルスマ
アンナー・ビルスマ（Anner BijlsmaまたはBylsma, 1934年2月17日 - 2019年7月25日）は、オランダのチェロ奏者。バロック・チェロの先駆者かつ世界的な名手として知られる。「アネル・バイルスマ」また「ベイルスマ」と日本語表記することもある。

## 略歴
- オランダのハーグ生まれ。ハーグ王立音楽院でカレル・ファン・レーウェン・ボームカンプに師事。1957年に最優秀賞を得て卒業。
- 1959年、パブロ・カザルス国際コンクール（メキシコ）で優勝。
- 1962年から1968年までアムステルダム・コンセルトヘボウ管弦楽団首席チェロ奏者。この間、グスタフ・レオンハルト、フランス・ブリュッヘンらと親交を深め、バロック・チェロ奏法を追究・確立する。
- 1982年にハーヴァード大学で学究生活を送る。

## 古楽器演奏の第一人者
ビルスマは、バロック・チェロと使用されるガット弦の特徴を活かし、親密で語るようなフレージング、多彩なニュアンスを聴かせる。1979年に録音した最初のバッハの無伴奏チェロ組曲は、モダン・チェロによる従来のロマンティックな表現とは一線を画した、素朴な語り口と元来の舞曲としての性格を前面に打ち出したものであった。この録音は、ビルスマに影響されたバロック・チェロ奏者の輩出を促しただけでなく、1978年のロジャー・ノリントンによるロンドン・クラシカル・プレイヤーズ設立、1981年のブリュッヘンによる「18世紀オーケストラ」創立などとともに、クラシック音楽界に古楽器演奏の旋風を巻き起こし、モダン楽器の表現にも大きな影響を与えることになった。
また、室内楽分野では、ガット弦を使用した弦楽アンサンブル「ラルキブデッリ（L'Archibudelli）」を主宰、夫人のヴェラ・ベス（ヴァイオリン）、ユルゲン・クスマウル（ヴィオラ）らとともに、バロック時代からロマン派までの室内楽作品を幅広く取り上げて演奏している。

## 教育・研究活動
アムステルダム及びハーグ音楽院で教授を務め、ピーター・ウィスペルウェイや鈴木秀美を育てた。また、アンナ・マクダレーナ・バッハの写譜が残されている作品のボウイングについて研究書を著している。著書『フェンシングの達人バッハBach, the Fencing Master 』は、バッハの無伴奏チェロ組曲についての様式的・美学的な分析を取り扱っている。

## 録音
ビルスマの代表的な録音として、無伴奏チェロ組曲（1979年と1992年の2回録音）、ヴィオラ・ダ・ガンバソナタ集などのバッハ作品、アントニオ・ヴィヴァルディやルイジ・ボッケリーニの協奏曲や室内楽作品、ベートーヴェンのチェロソナタ（2回録音）、ラルキブデッリとして、ヴォルフガング・アマデウス・モーツァルトのディヴェルティメント（K.563）、ルートヴィヒ・ヴァン・ベートーヴェンの弦楽三重奏曲集、フランツ・シューベルトの弦楽五重奏曲、ヨハネス・ブラームスの弦楽六重奏曲集、アントン・ブルックナーの弦楽五重奏曲、アントニーン・ドヴォルザークの弦楽五重奏曲などがある。